# Everus
 (juillet 2013).
Si vous disposez d'ouvrages ou d'articles de référence ou si vous connaissez des sites web de qualité traitant du thème abordé ici, merci de compléter l'article en donnant les références utiles à sa vérifiabilité et en les liant à la section « Notes et références ».
Everus (Li Nian) est une marque de voiture de Guangqi Honda, une coentreprise entre Honda et Guangzhou Automobile (GAC Group). Li Nian était aussi le nom d'un concept-car que Guangqi-Honda, présenté à Auto China 2008. Honda est devenu le premier constructeur étranger à développer des véhicules sous une marque détenue par une coentreprise locale en Chine. Li Nian a lancé sa première voiture, le S1 au Shanghai Auto Show en avril 2011. Ressuscitée à l'occasion du Salon de Pékin 2018 en tant que marque électrique avec le VE-1

## S1
Le S1 est la première voiture de Everus disponibles à la vente. Elle est construite sur la quatrième génération Honda City / Jazz. Elle est disponible avec un 1,3 L i-VTEC DSi ou 1,5 L à essence.

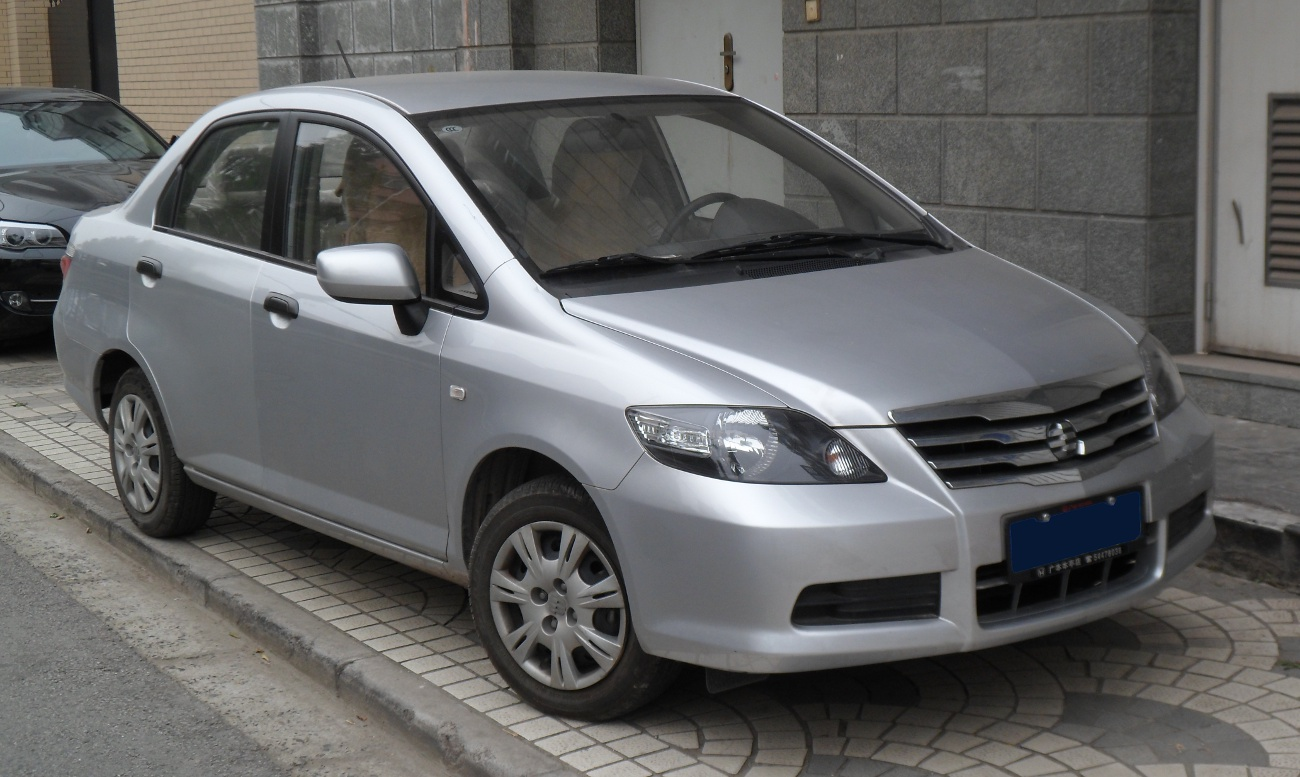
Everus S1
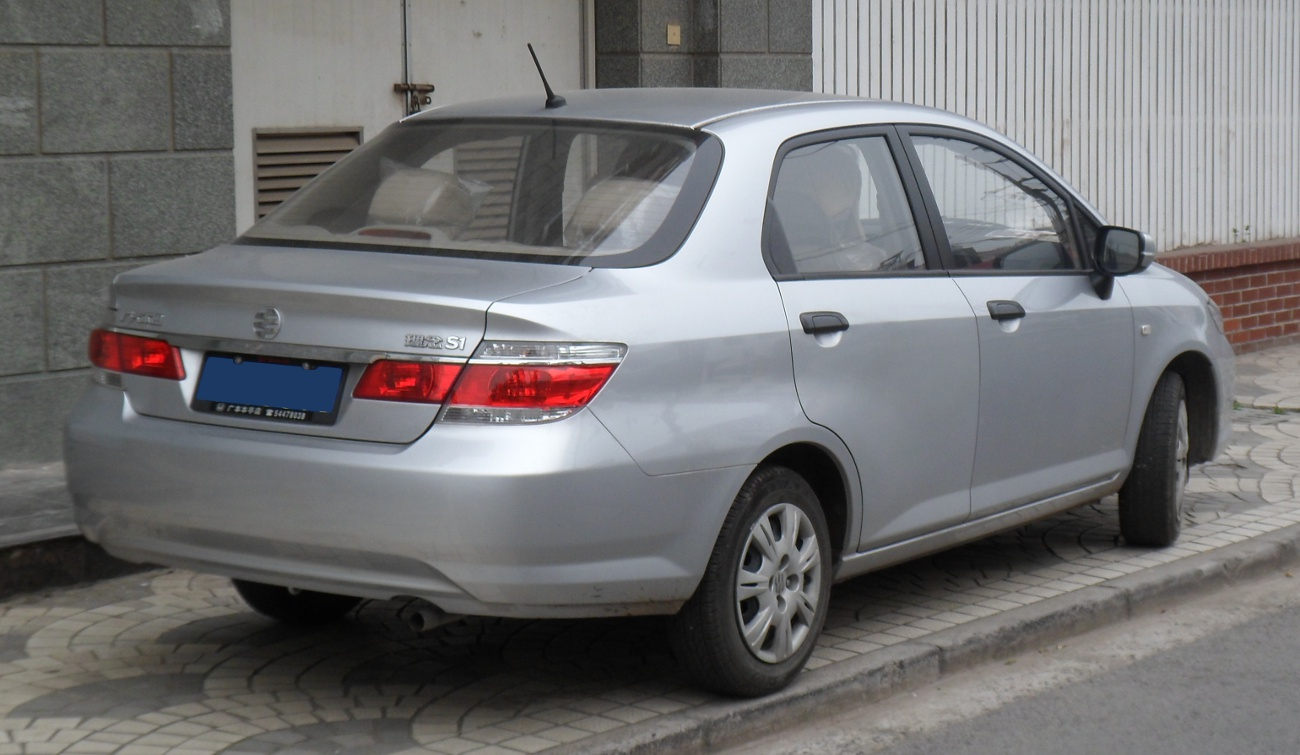
Everus S1

## VE-1
Un CUV sous-compact électrique vaguement basé sur Honda Vezel qui a été présenté en avant-première par le concept Everus EV,. The vehicle is jointly developed by Honda and GAC Honda, with a range of 340 kilomètres ( Unité « mile » inconnue du modèle {{Conversion}}.) from the 53.6-kWh lithium-ion battery (NCM622) on the New European Driving Cycle, powered by an electric motor drives with 120 kilowatts (160,9226507514 hp) and 280 Unité « Nm » inconnue du modèle {{Conversion}}. ( Unité « lbft » inconnue du modèle {{Conversion}}.) of torque.

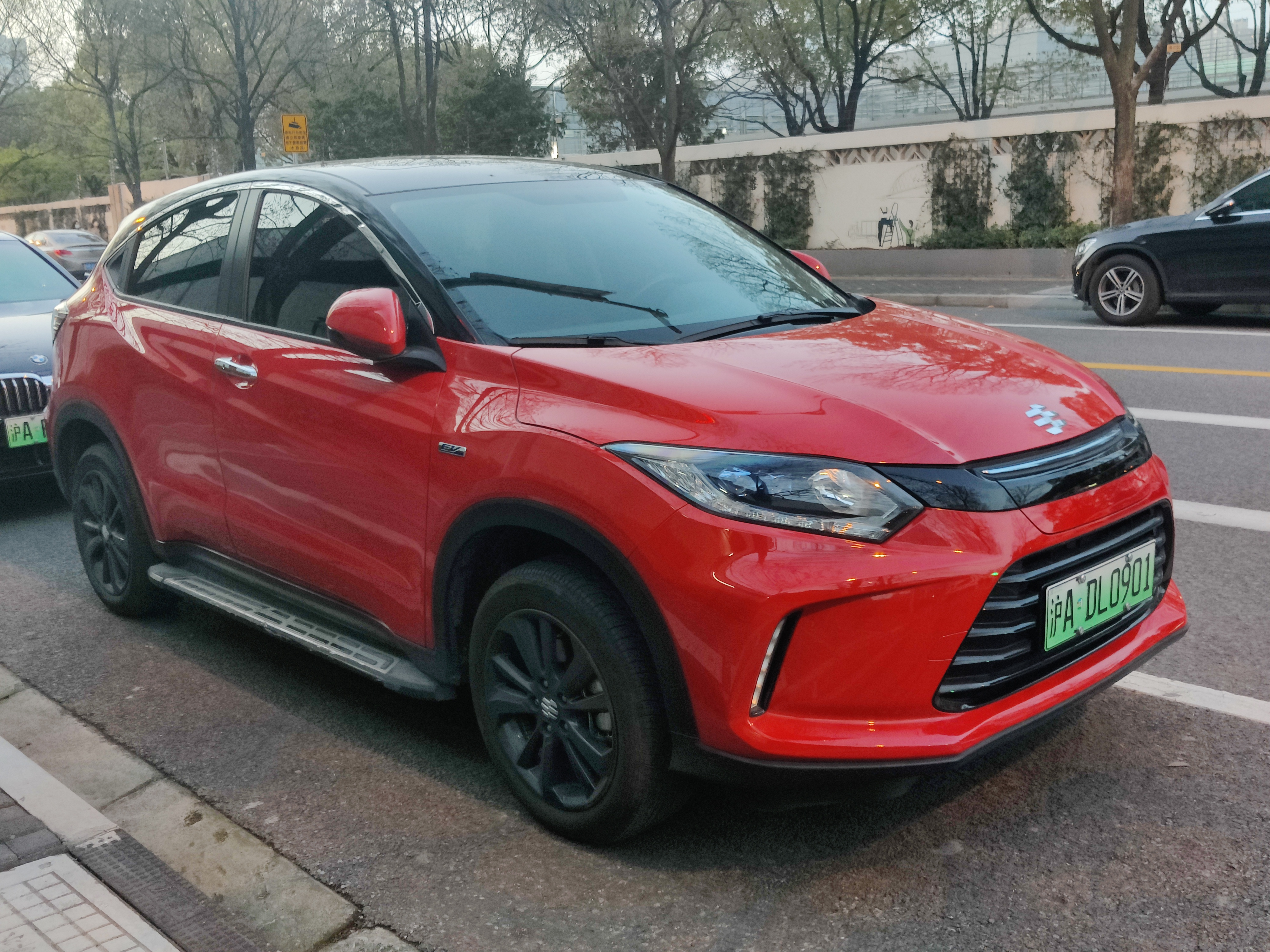
Everus VE-1
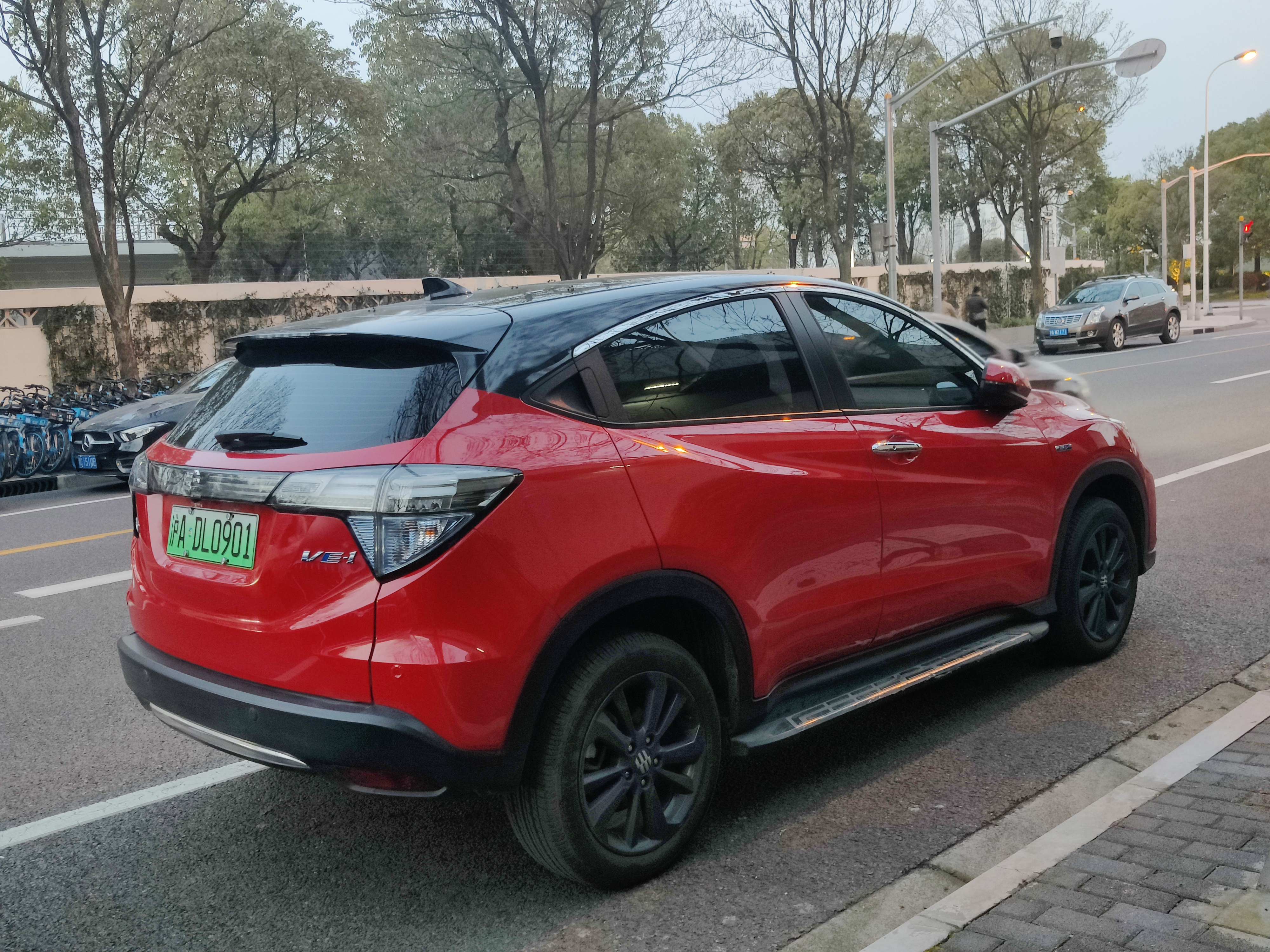
Everus VE-1

## Concept-cars
Pour annoncer la marque Everus en 2008, Li Nian, un concept-car SUV compact a été révélé au Beijing International Automobile Exhibition Auto China.
Le Nian Li Roadster concept a été montré par Guangqi Honda en 2009 Shanghai Auto Show.
La berline Nian Li concept a fait ses débuts au salon Auto China 2010 à Pékin.

## Chiffres de ventes
- 24 635 exemplaires en 2011
- 24 576 exemplaires en 2012[3]
- 14 623 exemplaires en 2013
- 4 547 exemplaires en 2014
- 3 521 exemplaires en 2015
- 4 173 exemplaires en 2016[4]